# Championnat de Trinité-et-Tobago de football 2023
Navigation
Édition précédente Édition suivante
La saison 2023 du championnat de Trinité-et-Tobago de football, est la quarante-septième édition, et la première sous le nom de TT Premier Football League, de la première division à Trinité-et-Tobago. Les douze formations de l'élite sont réunies au sein d'une poule unique où elles s'affrontent deux fois au cours de la saison.
Le football de première division fait son retour au pays après plusieurs années de suspension liée à la pandémie de Covid-19 qui a mis un terme de manière prématurée à la saison 2019-2020 en mars 2020. Repartant sur de nouvelles bases, la Fédération de Trinité-et-Tobago de football officialise en février 2023 la fondation d'une toute nouvelle ligue baptisée TT Premier Football League et annonce le début des activités sportives le 10 mars suivant.
Disputée par douze clubs, cette édition inaugurale est composée de vingt-deux journées au terme desquelles Defence Force, tenant du titre après son succès en 2019-2020, remporte son vingt-quatrième championnat national. Quelques semaines plus tard, le club de Chaguaramas remporte même la TTPFL Knockout Cup et s'adjuge un doublé. Au vu de son caractère transitoire, cette saison ne comporte pas de relégation sportive à l’issue de la compétition.
Enfin, trois équipes sont qualifiées pour les compétitions continentales. L'AC Port of Spain et Defence Force se retrouvent en Coupe caribéenne de la CONCACAF 2023 tandis le Club Sando rejoint le CONCACAF Caribbean Club Shield 2023.

## Contexte

### Passage de la TTFA sous contrôle de la FIFA
En mars 2020 se conclut de manière prématurée la saison 2019-2020 de la TT Pro League avec l'abandon de la compétition en raison de l'émergence de la Covid-19 dans le pays et le sacre par défaut de Defence Force. À la même période, le 17 mars 2020, la Fédération de Trinité-et-Tobago de football (TTFA) - dont le nouveau président William Wallace a été élu en décembre 2019 - est mise sous tutelle par la FIFA en raison de la mauvaise gestion financière, d'une dette massive et d'un risque d'insolvabilité important. Le « Comité de normalisation » mis en place doit alors gérer les affaires courantes, rétablir la santé financière de la fédération, modifier ses statuts et élire un nouveau comité exécutif. Une dette de cinquante millions de TT$ est évoquée,.

### Batailles juridiques et suspension
Considérant cette prise de pouvoir comme injuste, inéquitable et irrespectueuse, la TTFA - par la voix de son président déchu William Wallace - se tourne vers le Tribunal arbitral du sport (TAS) afin de renverser la décision de la FIFA. Des organisations régionales, d'arbitres ou de sports scolaires annoncent leur soutien à la TTFA alors que, dans le même temps, la TT Pro League, soutient quant à elle l'instauration du comité de normalisation de la FIFA afin de protéger l'environnement économique et sportif au pays.
L'exécutif de la TTFA incarné par William Wallace campe sur ses positions et porte sa cause devant la Haute Cour de justice du pays, une démarche que condamne la FIFA qui estime que les juridictions locales n'ont pas à administrer le fonctionnement de ses organisations membres, seul le Tribunal arbitral du sport devant être compétent. Dans une décision rendue le 13 août 2020, la justice trinidadienne pointe du doigt la méthode de la FIFA et se questionne quant à la volonté de l'organisation internationale d'aller devant le TAS face à un exécutif de la TTFA qu'elle a elle-même dissout et qui ne représente ainsi plus la fédération d'un point de vue légal.
La FIFA donne un ultimatum fixé au 16 puis au 23 septembre 2020 pour le retrait par William Wallace et son conseil de toute contestation devant la justice trinidadienne. La plainte n'étant pas levée le 23 septembre, la FIFA annonce dès le lendemain la suspension de la TTFA, ce qui implique la non-participation des clubs et sélections du pays à toute compétition internationale,.
Le 19 novembre 2020, moins de deux mois après la décision de suspendre la TTFA, cette dernière et ses représentants abandonnent toute poursuite légale contre la FIFA et reconnaissent la légitimité du comité de normalisation, amenant à la fin immédiate de la suspension et le retour de Trinité-et-Tobago dans le football international,.

### Tentatives de retour au jeu avec l'Ascension Football League
En juillet 2020, le projet de tournoi de l'Ascension Football League est relancé après une première édition sous forme de championnat de pré-saison en 2019. Il est prévu de comprendre trois niveaux : dix clubs de TT Pro League au plus haut, dix de Super League au deuxième palier et des équipes amateures des six associations régionales au niveau plancher de la compétition. Avec l'assouplissement des restrictions liées à la Covid-19, le lancement de la première compétition de football depuis mars 2020 est initialement prévu pour le 14 août 2020 mais une recrudescence du virus remet finalement à 2021 toute date potentielle de début,.
À l'été 2021, les organisateurs entrevoient le retour de l'Ascension Football League pour septembre puis octobre 2021 mais la situation sanitaire ne permet la tenue d'événements sportifs cette année encore.
Au mois de janvier 2022, un plan plus concret pour le lancement de l'Ascension Football League est déposé et prévoit le début du calendrier en mars après le feu vert du Ministère de la Santé. Le coup d'envoi de la deuxième édition du tournoi est donc donné le 25 mars 2022. Au terme de la compétition disputée sur dix-huit journées, La Horquetta Rangers est sacrée championne. Une tentative de prolonger l'engouement de ce championnat vers un mini-tournoi régional avec les champions de chaque niveau et trois clubs invités de pays caribéens est néanmoins refusée par la TTFA qui se projette plutôt sur l'organisation d'une nouvelle ligue de première division pour un horizon fin 2022.

### Rétablissement financier
En 2021 et 2022, Robert Hadad, à la tête du comité de normalisation, travaille pour rétablir la santé financière de la TTFA ce qui permettrait un retour des activités de la première division dans un futur proche. La dette est alors réévaluée à 98,5 millions de TT$ en raison d'un contrat de bail concernant le terrain du siège de la fédération. Finalement, en septembre 2022, la fédération annonce au moyen d'un communiqué un accord pour le remboursement de cette dette dans le cadre de la Loi sur la faillite et l'insolvabilité. Sur le plan sportif, la TTFA met sur pied la « New Elite Football League » (NEFl), une première tentative pour ramener le football de première division dans le paysage sportif, avec le soutien financier du gouvernement,.

### Une nouvelle ligue pour 2023
Après deux ans et demi de démêlés administratifs et judiciaires puis de restructuration budgétaire, la fédération se tourne vers un retour des activités sportives au pays. Le 7 février 2023 est ainsi annoncée la fondation de la TT Premier Football League, la nouvelle ligue de première division à Trinité-et-Tobago,. Quelques semaines plus tard, le comité de normalisation voit son mandat être reconduit jusqu'au 31 mars 2024. Pour relancer la première division, la TTFA forme un partenariat avec la FIFA pour la diffusion des rencontres de championnat sur la plateforme digitale FIFA+.
Finalement, trois ans après le dernier match professionnel au pays, le football reprend ses droits le 10 mars 2023 avec un double affrontement, entre W Connection et le Central FC d'un côté, Point Fortin Civic et le Club Sando de l'autre.

## Équipes participantes
| \| Port-d'Espagne : AC Port of Spain Police FC Prison Service Port-d'Espagne Central Sando Cunupia Defence Force Morvant La Horquetta Point Fortin Jabloteh W Connection \| Localisation des équipes engagées. |
| Port-d'Espagne : AC Port of Spain Police FC Prison Service Port-d'Espagne Central Sando Cunupia Defence Force Morvant La Horquetta Point Fortin Jabloteh W Connection                                          |

Malgré une suspension des activités sportives pendant trois ans, les onze clubs présents en 2019-2020 disputent cette saison 2023. Le Prison Service FC, basé à Port-d'Espagne et provenant des ligues inférieures, est ainsi la seule nouvelle équipe pour porter le total à douze.
| Équipe                   | Ville          | Stade                             | Capacité |
| ------------------------ | -------------- | --------------------------------- | -------- |
| Central FC               | Couva          | Stade Ato-Boldon                  | 10 000   |
| Club Sando               | San Fernando   | Mahaica Oval Pavilion             | 2 500    |
| Cunupia FC (en)          | Chaguanas      | Stade Larry-Gomes                 | 10 000   |
| Defence Force            | Chaguaramas    | Stade Hasely-Crawford             | 27 000   |
| La Horquetta Rangers     | Arima          | La Horquetta Recreational Grounds | 1 000    |
| Morvant Caledonia United | Morvant        | Park Street Recreational Ground   | 3 000    |
| Point Fortin Civic       | Point Fortin   | Mahaica Oval Pavilion             | 2 500    |
| Police FC                | Port-d'Espagne | Stade Manny-Ramjohn               | 10 000   |
| AC Port of Spain         | Port-d'Espagne | Stade Hasely-Crawford             | 27 000   |
| Prison Service           | Port-d'Espagne | Stade Hasely-Crawford             | 27 000   |
| San Juan Jabloteh        | San Juan       | Barataria Oval                    | 1 000    |
| W Connection             | Point Lisas    | Stade Manny-Ramjohn               | 10 000   |

Légende des couleurs
- Tenant du titre
- Nouvelle équipe

## Compétition

### Format
Afin de relancer au plus vite ses activités après trois ans de suspension, la TTFA annonce un format transitoire pour cette édition 2023 avec un calendrier étalé de mars à juin 2023 avec vingt-deux journées au total. Le projet est d'ensuite s'aligner sur un calendrier saisonnier avec le début de la saison 2023-2024 en septembre ou octobre 2023 jusqu'à mai 2024.
Au vu du caractère transitoire de cette saison, aucune promotion ou relégation n'est mise en place à l'issue du calendrier.
Le barème de points servant à établir le classement se décompose ainsi :
- Victoire : 3 points
- Match nul : 1 point
- Défaite : 0 point

### Classement
La date limite exigée par la CONCACAF pour déterminer les équipes participantes aux compétitions continentales est le 28 mai 2023. La saison 2023 du championnat de Trinité-et-Tobago n'étant pas encore terminée, les clubs classés aux deux premières places (AC Port of Spain et Defence Force) à cette date sont qualifiés pour la Coupe caribéenne de la CONCACAF 2023 tandis que le troisième (Club Sando) est qualifié pour le CONCACAF Caribbean Club Shield 2023.
| Rang | Équipe                   | Pts | J  | G  | N | P  | Bp | Bc | Diff |
| ---- | ------------------------ | --- | -- | -- | - | -- | -- | -- | ---- |
| 1    | Defence Force T          | 56  | 22 | 18 | 2 | 2  | 53 | 16 | +37  |
| 2    | AC Port of Spain         | 55  | 22 | 18 | 1 | 3  | 63 | 18 | +45  |
| 3    | Club Sando               | 48  | 22 | 15 | 3 | 4  | 43 | 22 | +21  |
| 4    | La Horquetta Rangers     | 43  | 22 | 14 | 1 | 7  | 62 | 31 | +31  |
| 5    | Police FC                | 39  | 22 | 12 | 3 | 7  | 43 | 32 | +11  |
| 6    | Central FC               | 34  | 22 | 11 | 1 | 10 | 38 | 41 | -3   |
| 7    | Point Fortin Civic       | 25  | 22 | 7  | 4 | 11 | 21 | 27 | -6   |
| 8    | San Juan Jabloteh        | 22  | 22 | 6  | 4 | 12 | 35 | 46 | -11  |
| 9    | W Connection             | 22  | 22 | 6  | 4 | 12 | 19 | 36 | -17  |
| 10   | Morvant Caledonia United | 17  | 22 | 5  | 2 | 15 | 24 | 50 | -26  |
| 11   | Prison Service P         | 12  | 22 | 3  | 3 | 16 | 16 | 61 | -45  |
| 12   | Cunupia FC (en)          | 8   | 22 | 2  | 2 | 18 | 13 | 50 | -37  |

|  | Qualification pour la Coupe caribéenne de la CONCACAF 2023 |
|  | Qualification pour le CONCACAF Caribbean Club Shield 2023  |
|  | T : Tenant du titre P : Nouvelle équipe en 2023            |

### Résultats
| Résultats (▼dom., ►ext.) | MCU | CEN | CSA | CUN | DFO | LHR | PFC | POL | POS | PSE | SJJ | WCO |
| Morvant Caledonia United |     | 0-1 | 0-1 | 2-0 | 1-3 | 3-2 | 0-3 | 2-3 | 1-4 | 3-1 | 2-1 | 0-1 |
| Central FC               | 1-1 |     | 1-5 | 3-1 | 0-2 | 3-5 | 1-0 | 3-0 | 2-3 | 3-0 | 1-5 | 3-1 |
| Club Sando               | 3-1 | 3-2 |     | 1-0 | 0-2 | 1-0 | 2-0 | 1-2 | 1-0 | 3-0 | 1-0 | 3-1 |
| Cunupia FC               | 1-2 | 0-3 | 1-4 |     | 0-2 | 1-4 | 0-2 | 1-2 | 0-4 | 0-2 | 2-0 | 0-3 |
| Defence Force            | 5-0 | 3-0 | 0-2 | 1-0 |     | 1-0 | 3-1 | 1-1 | 2-1 | 4-1 | 2-2 | 2-0 |
| La Horquetta Rangers     | 5-0 | 6-1 | 4-4 | 3-0 | 2-4 |     | 4-0 | 2-5 | 3-2 | 4-1 | 1-0 | 2-1 |
| Point Fortin Civic       | 1-0 | 1-0 | 1-1 | 1-2 | 1-2 | 0-1 |     | 2-1 | 0-1 | 2-2 | 3-2 | 0-0 |
| Police FC                | 4-2 | 0-1 | 2-1 | 2-1 | 0-2 | 1-0 | 1-1 |     | 1-1 | 5-2 | 1-2 | 1-2 |
| AC Port of Spain         | 5-1 | 2-1 | 3-2 | 4-0 | 3-0 | 2-1 | 2-0 | 2-0 |     | 5-0 | 4-1 | 3-0 |
| Prison Service           | 2-1 | 0-3 | 0-1 | 1-1 | 0-7 | 0-2 | 0-2 | 1-3 | 0-6 |     | 2-4 | 1-0 |
| San Juan Jabloteh        | 3-2 | 2-3 | 1-1 | 3-1 | 1-2 | 1-6 | 1-0 | 2-5 | 1-3 | 0-0 |     | 2-2 |
| W Connection             | 0-0 | 0-2 | 1-2 | 1-1 | 0-3 | 0-4 | 1-0 | 0-3 | 1-3 | 2-0 | 2-1 |     |

## Statistiques

### Meilleurs buteurs
| Classement | Buteur          | Équipe               | Buts |
| ---------- | --------------- | -------------------- | ---- |
| 1er        | Nathaniel James | Club Sando           | 15   |
| 2e         | Ataullah Guerra | La Horquetta Rangers | 13   |
| 3e         | Brent Sam       | Defence Force        | 12   |

## Bilan de la saison
| Championnat de Trinité-et-Tobago de football 2023 |                           |
| Champion                                          | Defence Force (24e titre) |
| Qualifications continentales                      |                           |
| Coupe caribéenne de la CONCACAF 2023              | AC Port of Spain          |
| Coupe caribéenne de la CONCACAF 2023              | Defence Force             |
| CONCACAF Caribbean Club Shield 2023               | Club Sando                |
| Promotions et relégations                         |                           |
| Promus en Premier Football League                 | Aucun                     |
| Relégués en Super League                          | Aucun                     |